# Horst Hähnel
Horst Hähnel (* 21. Mai 1932 in Neustadt an der Orla) ist ein ehemaliger deutscher Diplomat. Er war Botschafter der DDR in Ghana, Liberia und Togo.

## Leben
Hähnel studierte an der Deutschen Akademie für Staats- und Rechtswissenschaft in Potsdam-Babelsberg mit Abschluss als Diplom-Staatswissenschaftler. 1956 trat er in den diplomatischen Dienst der DDR. Von 1960 bis 1963 war er Vizekonsul am Generalkonsulat in Kairo. Von 1967 bis 1971 fungierte er als Konsul und war zeitweise amtierender Leiter des Generalkonsulats im Irak. 1974/1975 arbeitete er in der Länderabteilung des Ministeriums für Auswärtige Angelegenheiten der DDR (MfAA). Von 1976 bis 1978 war er Stellvertreter des Leiters der Botschaft in Nigeria. Von 1978 bis 1981 wirkte er als Botschafter der DDR in Ghana und war zweitakkreditiert in Liberia und ab 1979 auch in Togo. 1982 übernahm er die Leitung der Abteilung Arbeit im MfAA.
Hähnel war Mitglied der SED.